# Nationalisme tamoul sri-lankais
Le nationalisme tamoul sri-lankais est une idéologie politique soutenant que le peuple tamoul sri-lankais, groupe ethnique minoritaire du Sri Lanka, pays insulaire d'Asie du Sud (anciennement Ceylan), ait le droit de constituer une communauté politique indépendante ou autonome. La prise de conscience nationale tamoule du Sri Lanka a commencé à l'époque de la domination britannique au XIXe siècle, alors que les revendicateurs hindous tamouls tentaient de contrer l'activité missionnaire protestante. Les revivalistes, dirigés par Arumuga Navalar, ont utilisé l'alphabétisation comme outil de diffusion de l'hindouisme et de ses principes.
La réforme du Conseil législatif, introduite en 1921 par les Britanniques, reposait sur les principes de la représentation communautaire, ce qui a amené les Tamouls à prendre conscience qu'ils étaient un groupe ethnique minoritaire et qu'ils devaient être représentés par un membre de leur propre communauté. C'est dans le cadre de cette représentation communautaire que la conscience nationale tamoule s'est transformée en conscience nationale. Ils forment un parti politique tamoul appelé All Ceylon Tamil Congress (ACTC). Au cours des années qui ont précédé l'indépendance du Sri Lanka, des tensions politiques ont commencé à se développer entre les communautés cingalaises majoritaires et tamoules minoritaires lorsque l'ACTC, invoquant la possibilité que la majorité cingalaise adopte une position dominante, a fait pression en faveur d'une représentation « cinquante-cinquante » au Parlement. Cette politique allouerait la moitié des sièges au Parlement à la majorité cingalaise et l'autre moitié aux communautés minoritaires : Tamouls de Ceylan, Tamouls indiens, Maures et autres.
Après l'indépendance du Sri Lanka en 1948, l'ACTC a décidé de fusionner avec le Parti national uni (UNP) au pouvoir. Cette décision n'a pas été appuyée par la moitié des membres de l'ACTC et a entraîné une scission : la moitié du parti a décidé de fusionner avec l'UNP et l'autre moitié a décidé de quitter le parti pour former un nouveau parti tamoul en 1949, l'Ilankai Tamil Arasu Kachchi. Les politiques adoptées par les gouvernements cingalais successifs, et le succès du gouvernement nationaliste cingalais dirigé par Solomon Bandaranaike en 1956, ont fait de ce parti le principal porte-parole de la politique tamoule. La montée des tensions raciales et politiques entre les deux communautés a conduit à la fusion de tous les partis politiques tamouls au sein du Tamil United Liberation Front. Elle a été suivie par l'émergence d'une forme militante et armée de nationalisme tamoul.

## Avant l'indépendance

### Début précoces
L'arrivée de missionnaires protestants à grande échelle au Sri Lanka (alors appelé Ceylan), à partir de 1814, a grandement contribué au développement d'une conscience politique chez les Tamouls. Les activités des missionnaires de l'American Board of Commissioners for Foreign Missions, des méthodistes et des églises anglicanes ont conduit à un renouveau de la foi hindoue parmi les Tamouls. Arumuga Navalar dirigea un mouvement réformiste et réformiste religieux hindou comme une réponse défensive à la menace que les activités coloniales et missionnaires britanniques faisaient peser sur leur culture natale. Il a traduit des œuvres littéraires pour encourager l'utilisation de la langue tamoule et diffuser les principes hindous shivaïstes. Les efforts de Navalar pour faire revivre l'hindouisme, la religion prédominante du peuple tamoul sri-lankais, influencent les Tamouls qui construisent leurs propres écoles, temples et sociétés, et qui publient de la littérature pour contrer celle des missionnaires. Ainsi, en 1925, près de 50 écoles, y compris le séminaire de Batticotta, étaient pleinement opérationnelles. Ce mouvement de renaissance a également ouvert la voie à la prose tamoule moderne. Le succès de cet essor a conduit les Tamouls à se considérer avec confiance en tant que communauté, et à ouvrir la voie à la prise de conscience d'une parenté culturelle, religieuse et linguistique commune au milieu du XIXe siècle,. Pour ces contributions au peuple tamoul, Arumugam Navalar a été décrit comme un leader qui a donné à sa communauté une identité distincte.

### Conscience communautaire
En 1815, le Royaume-Uni contrôle l'ensemble de l'île et unifie le pays administrativement en 1833 avec un conseil législatif qui agit à titre de conseiller auprès du gouverneur. Le conseil était composé de trois Européens et d'un représentant chacun des Cingalais, des Tamouls sri-lankais et des Burghers. Mais cette situation change en 1919 avec l'arrivée du gouverneur britannique William Manning, qui encourage activement l'idée de « représentation communautaire ». Il a créé le conseil législatif réformé en 1921 et sa première élection a élu treize Cingalais et trois Tamouls, une perte significative de représentation pour les Tamouls par rapport au conseil précédent basé sur la nomination directe par le gouverneur. De ce fait, les Tamouls ont commencé à développer une conscience communautaire et à se considérer comme une communauté minoritaire. Ils ont mis l'accent sur la représentation communautaire au conseil plutôt que sur la représentation nationale, et ont décidé que leurs délégués devraient être des dirigeants de leur propre communauté. Ce nouveau sentiment d'identité communautaire a changé l'orientation du nationalisme tamoul. À partir du milieu des années 1920, leur conscience nationale grandissante s'est transformée en une conscience nationale plus active, avec une détermination accrue à protéger les intérêts de la communauté tamoule de Ceylan. Fortement influencée par l'histoire politique et, peut-être plus important encore, par l'évolution de l'administration britannique centrée sur Colombo, cette conscience nationale tamoule émergente a conduit à la création du All Ceylon Tamil Congress dirigé par l'homme politique tamoul G. G. Ponnambalam,.

### Développement
G. G. Ponnambalam a protesté publiquement contre la Commission Donooughmore et a proposé à la Commission Soulbury, qui avait remplacé la Commission Donooughmore, d'attribuer le même nombre de sièges au Congrès aux Tamouls et aux Cingalais dans le nouveau Ceylan indépendant, mais sa proposition a été rejetée. Depuis la création du conseil consultatif, par l'intermédiaire de la Commission Donoughmore en 1931, jusqu'à la Commission Soulbury en 1947, le principal différend entre l'élite cingalaise et tamoule portait sur la question de la représentation, et non sur la structure du gouvernement. Cette question du partage du pouvoir a été utilisée par les nationalistes des deux communautés pour créer une rivalité interethnique qui s'intensifie depuis.
Le plaidoyer de Ponnambalam en faveur du nationalisme tamoul s'est accompagné d'un nationalisme cingalais similaire de Sinhala Maha Sabha, dirigé par le futur Premier ministre Solomon Bandaranaike. Cela créa des tensions entre les deux dirigeants et provoqua des échanges d'attaques verbales, Ponnampalam se qualifiant de « fier dravidien ».

## Après l'indépendance

### All Ceylon Tamil Congress

Drapeau du All Ceylon Tamil Congress.

Le All Ceylon Tamil Congress (ACTC), fondé par G. G. Ponnambalam en 1944, était populaire parmi les Tamouls parce qu'il encourageait la préservation de l'identité tamoule. L'ACTC a préconisé une politique de « cinquante-cinquante », dans laquelle 50 % des sièges au Parlement seraient réservés aux Tamouls et aux autres minorités, les 50 % restants étant réservés aux Cingalais. Ce qui signifie que 50 % des aides (éducation, emploi, etc...) devraient être allouées aux minorités. Selon l'ACTC, il s'agissait là d'une mesure défensive nécessaire pour empêcher une domination injustifiée des Cingalais. En 1947, Ponnambalam met en garde la Commission Soulbury contre ce problème potentiel et présente la solution de l'ACTC, qu'il appelle une « représentation équilibrée ». La minorité musulmane et une partie de la communauté tamoule s'y oppose. Don Stephen Senanayake, le chef des groupes politiques cingalais, permet à Ponnambalam de contrôler les présentations devant la Commission Soulbury, empêchant les nationalistes cingalais tels que Solomon Bandaranaike de monter sur scène.
Plus tard, l'ACTC a décidé d'adopter la politique de la « coopération réactive » avec des « Cingalais progressistes ». Pourtant, en 1948, Ponnampalam décida de fusionner l'ACTC avec le Parti national uni (UNP) au pouvoir, bien qu'il ait déclaré précédemment que l'UNP n'était pas progressiste. La fusion n'a pas été soutenue par l'ensemble du parti et a fini par diviser l'ACTC en deux, une faction fusionnant avec l'UNP de Don Stephen Senanayake et l'autre, dirigée par S. J. V. Chelvanayakam, décidant de quitter le parti et prônant l'égalité des droits pour les Tamouls, sans aucune barrière raciale. En 1948, Ponnampalam vota en faveur d'un projet de loi, plus tard connu sous le nom de Ceylon Citizenship Act, qui privait les Tamouls indiens de leurs droits,. Bien qu'elle n'ait pas voté pour les autres projets de loi sur la citoyenneté de Ceylan, en raison de son silence au Parlement, la population tamoule croyait qu'elle n'était pas reliée aux droits des Tamouls indiens. L'ACTC est resté le principal parti politique tamoul jusqu'en 1956, date à laquelle le Parti fédéral a pris le relais. Toutefois, le Congrès tamoul a conservé des fonctions parlementaires et a continué d'être une force dans la politique tamoule. En 1976, l'ACTC a fusionné avec d'autres factions politiques tamoules pour former un nouveau parti appelé Front uni de libération tamoule (TULF). Selon A. J. Wilson, c'est l'héritage de Ponnampalam qui a éveillé la conscience du peuple tamoul et l'a incité à se considérer comme une identité nationale tamoule distincte plutôt qu'intégrée dans une politique de l'ensemble de l'île.

### Parti fédéral
En 1949, un nouveau parti tamoul, appelé Parti fédéral (« Ilankai Thamil Arasu Kadchi »), a été organisé par la section qui a rompu avec l'ACTC. Dirigé par Chelvanayakam, il a gagné en popularité auprès du peuple tamoul parce qu'il défendait les droits des Tamouls. Sa popularité s'explique également par l'opposition du parti au Ceylon Citizenship Act et sur le Sinhala Only Act,. En conséquence, le parti fédéral est devenu le parti dominant dans les districts tamouls après les élections de 1956. Malgré cela, le Parti fédéral n'a jamais demandé un État tamoul séparé ni même l'autodétermination. Au lieu de cela, il a fait pression en faveur d'un État unifié qui accorderait le même statut au tamoul et au cingalais en tant que langues officielles et accorderait une autonomie considérable aux régions tamoules,. C'est dans ce contexte que le pacte Bandaranaike-Chelvanayakam a été signé en juillet 1957, mais les pressions de l'opposition et des groupes extrémistes ont forcé Bandaranaike à l'abolir. Après l'assassinat de Bandaranaike, un autre pacte fut signé en 1965 entre Chelvanayakam et Dudley Senenayake, appelé le pacte Dudley-Chelvanayakam, mais cet accord ne fut également jamais mis en œuvre.
Le nouveau gouvernement a adopté deux nouvelles politiques discriminatoires à l'égard du peuple tamoul. Premièrement, le gouvernement a adopté une position de deux poids, deux mesures pour les notes d'admission à l'université, exigeant des étudiants tamouls qu'ils obtiennent des notes supérieures à celles des étudiants cinghalais,. Deuxièmement, le même type de politique a été adopté pour les emplois de fonctionnaires, qui étaient occupés par moins de 10 % de la population de langue tamoule,. Le Parti fédéral s'oppose à ces politiques, ce qui provoque la démission de Chelvanayakam de son siège de parlementaire en octobre 1972. Peu après, en 1973, le Parti fédéral exige un État tamoul indépendant et autonome. Jusqu'en 1973, Chelvanayakam et le Parti fédéral avaient toujours fait campagne pour un pays unifié et pensaient que toute partition serait « suicidaire ». Toutefois, les nouvelles politiques ont été jugées discriminatoires par les dirigeants tamouls, ce qui cause un changement de la position officielle sur le nationalisme tamoul. Pour promouvoir son programme politique, en 1975, le Parti fédéral a fusionné avec les autres partis politiques tamouls pour devenir le Front uni de libération tamoule (TULF). En 1976, après la première convention nationale du TULF, les Tamouls de Ceylan se tournent vers un nationalisme révisé et ne veulent plus vivre dans une entité isolée.

### Front uni de libération tamoule
Le Front uni de libération tamoul (TULF) a été formé lorsque les partis politiques tamouls ont fusionné et adopté la résolution Vaddukoddai, nommée d'après le village de Vaddukoddai où il s'est développé. Lors des élections de 1977, le TULF est devenu le premier parti nationaliste tamoul à se présenter sur une plate-forme séparatiste. Il obtient la majorité des voix dans le Nord et l'Est, dont18 sièges et devient le plus grand parti d'opposition au Parlement. Le TULF essaya de se réinventer en tant que formation politique, négociant un accord avec le président du Sri Lanka de l'époque, Junius Richard Jayewardene. Cet accord, connu sous le nom de District Development Councils’ Scheme, a été adopté en 1980, mais le TULF l’a rejeté parce que le président n’avait pas accepté que le TULF ait les cinq ministères de district dans les cinq districts tamouls où le TULF a reçu le plus de voix. Le sixième amendement, adopté en 1983, obligeait les Tamouls siégeant au Parlement et dans d'autres fonctions publiques à prêter serment d'allégeance à l'État unifié du Sri Lanka. Elle interdisait de préconiser la création d'un État distinct, et en conséquence les membres du TULF ont été expulsés du Parlement pour avoir refusé de prêter serment.